# Электроэнергетика
Доли в % различных источников в мировом производстве электроэнергии в 2019 году (IEA, 2021)
 Уголь/Торф (36,7 %) Природный газ (23,5 %) Гидро (16,0 %) Ядерная (10,3 %) Ветровая (5,3 %) Нефть (2,8 %) Солнечная (2,6 %) Биотопливо и энергия из отходов (2,4 %) Геотермальная, приливная и прочие (0,5 %)

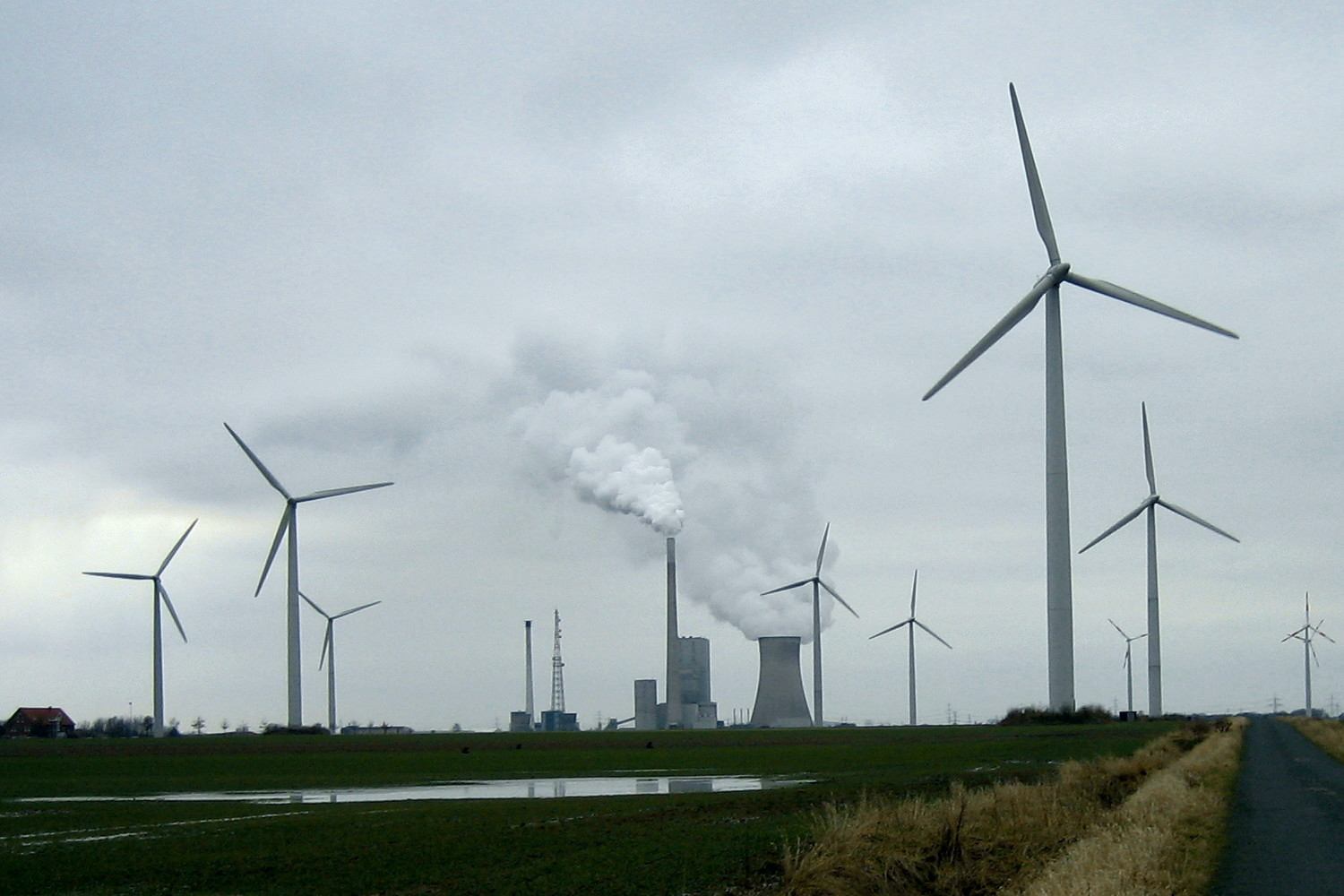
Тепловая электростанция и ветрогенераторы в Германии

Эле́ктроэнерге́тика — отрасль энергетики, включающая в себя генерацию, передачу и сбыт электроэнергии. Электроэнергетика является составной частью отрасли энергетики, в которую также входит Теплоэнергетика. Преимущества электроэнергии перед энергией других видов — это относительная лёгкость передачи на большие расстояния.
Для Российской Федерации федеральный закон «Об электроэнергетике» даёт следующее определение электроэнергетики:
Электроэнергетика — отрасль экономики Российской Федерации, включающая в себя комплекс экономических отношений, возникающих в процессе производства (в том числе производства в режиме комбинированной выработки электрической и тепловой энергии), передачи электрической энергии, оперативно-диспетчерского управления в электроэнергетике, сбыта и потребления электрической энергии с использованием производственных и иных имущественных объектов (в том числе входящих в Единую энергетическую систему России), принадлежащих на праве собственности или на ином предусмотренном федеральными законами основании субъектам электроэнергетики или иным лицам. Электроэнергетика является основой функционирования экономики и жизнеобеспечения.

Определение электроэнергетики содержится также в ГОСТ 19431-84:
Электроэнергетика — раздел энергетики, обеспечивающий электрификацию страны на основе рационального расширения производства и использования электрической энергии.

## История

#### XIX век
Несмотря на то, что с тех пор, как Алессандро Вольта в 1800 году разработал вольтов столб, было известно, что электричество вырабатывается в результате химических реакций, происходящих в электролитическом элементе, его производство таким способом было и остаётся дорогим. В 1831 году Майкл Фарадей изобрёл машину, которая вырабатывала электричество из вращательного движения, но потребовалось почти 50 лет, чтобы технология достигла коммерчески жизнеспособной стадии. Другие первые попытки полезного использования электричества были предприняты во второй половине XIX века, основными направлениями использования были недавно изобретённый телеграф, гальванотехника, военная техника (например были попытки создания судов и самоходных машин с электрическими двигателями; разрабатывались мины с электрическим взрывателем). Источниками электричества поначалу служили гальванические элементы.
В 1878 году в Соединённых Штатах Томас Эдисон разработал и продал коммерчески жизнеспособную замену газовому освещению и отоплению с использованием локально генерируемого и распределённого электричества постоянного тока на основе наработок М. Фарадея.
В декабре 1881 года Роберт Хаммонд продемонстрировал новый электрический свет в городе Брайтон в графстве Сассекс в Великобритании. Последовавший за этим успех этой установки позволил Хаммонду поставить это предприятие как на коммерческую, так и на юридическую основу, поскольку ряд владельцев магазинов хотели использовать новое электрическое освещение.
В начале 1882 года Эдисон открыл первую в мире паровую электростанцию на виадуке Холборн в Лондоне, где он заключил соглашение с Городской корпорацией сроком на три месяца на обеспечение уличного освещения. Со временем он снабдил электричеством ряд местных потребителей. Способ питания — постоянный ток (DC). В то время как Годалминг и виадук Холборн 1882 года были закрыты через несколько лет, Брайтонская схема продолжала работать, и в 1887 году снабжение было доступно 24 часа в сутки.
Позже, в сентябре 1882 года, Эдисон открыл электростанцию на Перл-стрит в Нью-Йорке, и снова она стала источником постоянного тока. Именно по этой причине генерация происходила рядом с потребителем, так как у Эдисона не было средств преобразования напряжения. Напряжение, выбранное для любой электрической системы, является компромиссом. При заданном объёме передаваемой мощности увеличение напряжения уменьшает ток и, следовательно, уменьшает требуемую толщину провода. Это также увеличивает опасность от прямого контакта и увеличивает требуемую толщину изоляции. Кроме того, некоторые типы нагрузок было трудно или невозможно заставить работать с более высокими напряжениями. Общий эффект заключался в том, что система Эдисона требовала, чтобы электростанции находились в пределах мили от потребителей. В то время как это может сработать в центрах городов, это не сможет экономически обеспечить пригороды электроэнергией.
В середине-конце 1880-х годов были внедрены системы переменного тока (AC) в Европе, и в США. Переменный ток имел преимущество, заключавшееся в том, что трансформаторы, установленные на электростанциях, могли использоваться для повышения напряжения от генераторов, а трансформаторы на местных подстанциях могли снижать напряжение для питания нагрузок. Повышение напряжения уменьшало ток в линиях электропередачи и распределения и, следовательно, размеры проводников и потери при распределении. Это сделало более экономичным распределение энергии на большие расстояния. Генераторы (например, гидроэлектростанции) могут располагаться вдали от нагрузок. AC и DC конкурировали некоторое время, в период, называемый «войной токов». Система постоянного тока могла претендовать на несколько большую безопасность, но эта разница была недостаточно велика, чтобы перевесить огромные технические и экономические преимущества переменного тока, которые в итоге победили.
Попутно появлялись новые сферы применения электрической энергии: совершенствовались электрические подъёмники, насосы и электродвигатели. Важным этапом стало изобретение электрического трамвая: трамвайные системы являлись крупными потребителями электрической энергии и стимулировали наращивание мощностей электрических станций. Во многих городах первые электрические станции строились вместе с трамвайными системами.

#### XX век
Силовая электроника — это применение твердотельной электроники для управления и преобразования электроэнергии. Силовая электроника началась с разработки ртутного дугового выпрямителя (Игнитрон) в 1902 году, используемого для преобразования переменного тока в постоянный. С 1920-х годов продолжались исследования по применению тиратронов и ртутных дуговых клапанов, управляемых сетью, для передачи энергии. Градуирующие электроды сделали их пригодными для передачи электроэнергии постоянного тока высокого напряжения (HVDC). В 1933 году были изобретены селеновые выпрямители. Транзисторная технология восходит к 1947 году, когда был изобретён транзистор с точечным контактом, за которым в 1948 году последовал транзистор с биполярным переходом (BJT). К 1950-м годам стали доступны более мощные полупроводниковые диоды, которые начали заменять вакуумные лампы. В 1956 году был представлен кремниевый управляемый выпрямитель (SCR), расширивший спектр применения силовой электроники.
Прорыв в силовой электронике произошёл с изобретением в 1959 году МОП-транзистора (полевой транзистор металл-оксид-полупроводник). Поколения МОП-транзисторов позволили разработчикам источников питания достичь уровней производительности и плотности, невозможных для биполярных транзисторов. В 1969 году Hitachi представила первый вертикальный силовой МОП-транзистор, который позже будет известен как VMOS (V-образный МОП-транзистор). С тех пор силовой МОП-транзистор стал самым распространённым силовым устройством в мире из-за его низкой мощности привода затвора, высокой скорости переключения, простой расширенной возможности параллельного подключения, полосы пропускания, прочности, лёгкости вождения, простого смещения, простоты применения и простоты ремонта.
В то время как HVDC все чаще используется для передачи больших объёмов электроэнергии на большие расстояния или для подключения смежных асинхронных энергосистем, основная часть производства, передачи, распределения и розничной продажи электроэнергии происходит с использованием переменного тока.

### История российской электроэнергетики

Динамика производства электроэнергии в России в 1992—2008 годах, в млрд кВт∙час

История российской, да и мировой электроэнергетики, берёт начало в 1891 году, когда учёный Михаил Доливо-Добровольский осуществил практическую передачу электрической мощности около 220 кВт на расстояние 175 км. Результирующий КПД линии электропередачи, равный 77,4 %, оказался сенсационно высоким для такой сложной многоэлементной конструкции. Такого высокого КПД удалось достичь благодаря использованию трёхфазного напряжения, изобретённого самим учёным.
В дореволюционной России мощность всех электростанций составляла 1,1 млн кВт, а годовая выработка электроэнергии равнялась 1,9 млрд кВт∙час. После революции, по предложению В. И. Ленина был развёрнут план электрификации России ГОЭЛРО. Он предусматривал возведение 30 электростанций суммарной мощностью 1,5 млн кВт, что было реализовано к 1931 году.

#### Советское время

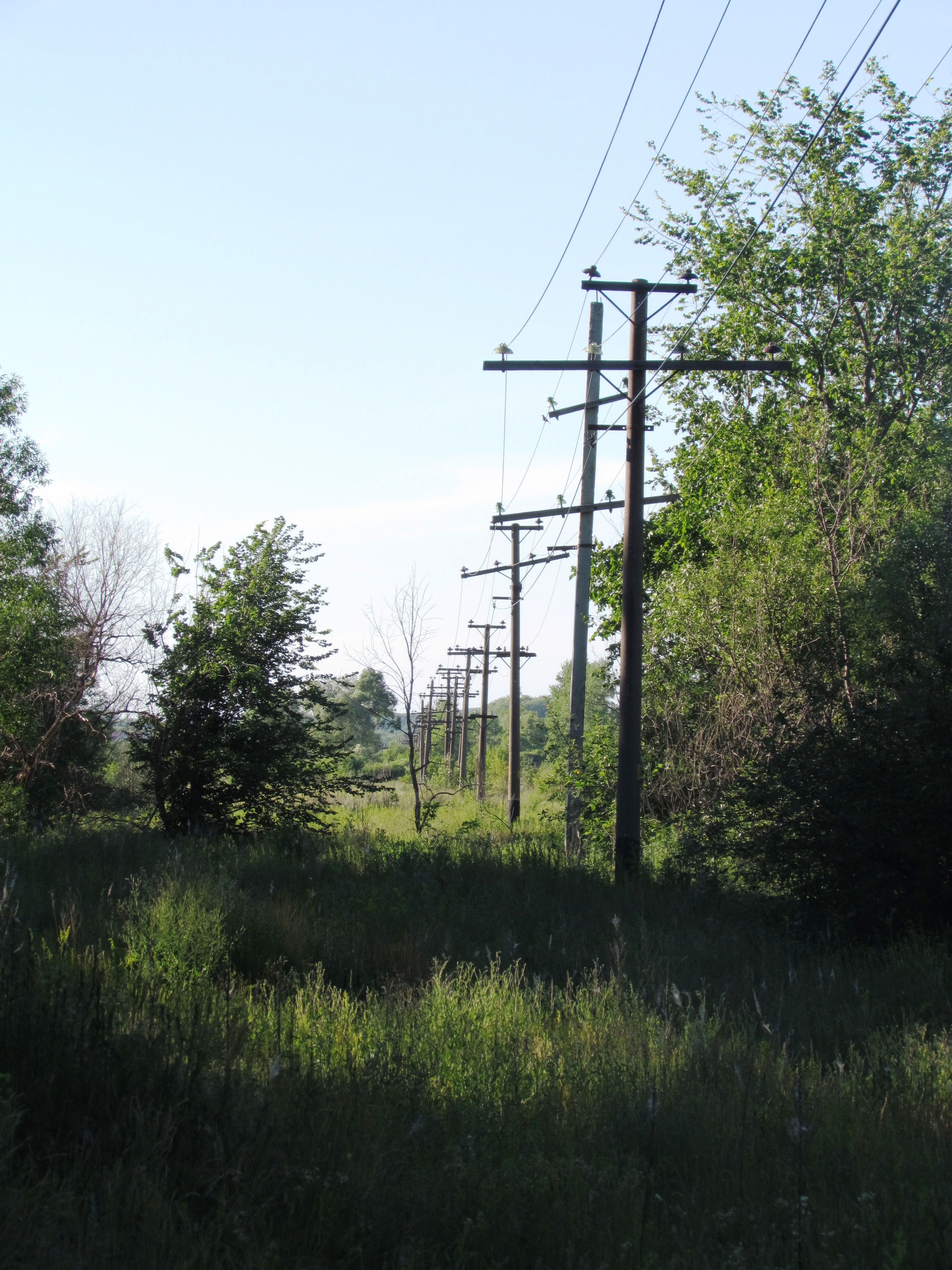
Линия электропередачи, Пензенская область

В 1940 году суммарная мощность советских электростанций составила 10,7 млн кВт, а годовая выработка электроэнергии превысила 50 млрд кВт∙ч, что в 25 раз превышало соответствующие показатели 1913 года. После перерыва, вызванного Великой Отечественной войной, электрификация СССР возобновилась, достигнув в 1950 году уровня выработки 90 млрд кВт∙ч.
В 1950-е годы были запущены такие электростанции, как Цимлянская, Гюмушская, Верхне-Свирская, Мингечаурская и другие. С середины 60-х годов СССР занимал второе место в мире по выработке электроэнергии после США.

### История белорусской электроэнергетики
Первые сведения об использовании электрической энергии в Белоруссии относятся к концу XIX века, однако и в начале прошлого столетия энергетическая база Белоруссии находилась на очень низком уровне развития, что определяло отсталость товарного производства и социальной сферы: на одного жителя приходилось почти в пять раз меньше промышленной продукции, чем в среднем по Российской империи. Основными источниками освещения в городах и деревнях были керосиновые лампы, свечи, лучины.
Первая электростанция в Минске появилась в 1894 году. Она обладала мощностью 300 л. с. К 1913 году на станции были установлены три дизеля разных фирм и её мощность достигла 1400 л. с.
В ноябре 1897 года дала первый ток электростанция постоянного тока в Витебске.
В 1913 году на территории Белоруссии была только одна передовая по техническому оборудованию паротурбинная электростанция, которая принадлежала Добрушской бумажной фабрике.
Развитие энергетического комплекса Белоруссии начиналось с реализации плана ГОЭЛРО, ставшего первым после революции 1917 года перспективным планом развития народного хозяйства советского государства. К концу 1930-х годов установленная мощность Белорусской энергосистемы уже достигла 129 МВт при годовой выработке электроэнергии 508 млн кВт∙ч (в 1913 году мощность всех электростанций составляла всего 5,3 МВт, а годовое производство электроэнергии — 4,2 млн кВт∙ч).
Начало стремительному становлению отрасли положил ввод в эксплуатацию первой очереди Белорусской ГРЭС мощностью 10 МВт — крупнейшей станции в довоенный период; БелГРЭС дала мощный толчок развитию электрических сетей 35 и 110 кВ — Белорусская энергетическая система была создана де-факто.
15 мая 1931 года принято решение об организации Районного управления государственных электрических станций и сетей Белорусской ССР — «Белэнерго».
На протяжении многих лет Белорусская ГРЭС оставалась ведущей электростанцией республики. Вместе с тем в 1930-е годы развитие энергетической отрасли бурно развивается — появляются новые ТЭЦ, значительно увеличивается протяжённость высоковольтных линий, создаётся потенциал профессиональных кадров. Однако этот рывок вперёд был перечёркнут Великой Отечественной — война привела к практически полному уничтожению электроэнергетической базы республики. После освобождения Белоруссии мощность её электростанций составляла всего 3,4 МВт.
Для того, чтобы восстановить и превысить довоенный уровень установленной мощности электростанций и производства электроэнергии энергетикам понадобились значительные усилия.
В последующие десятилетия отрасль продолжала развиваться, её структура совершенствовалась, создавались новые энергетические предприятия: конце 1964 года впервые в Белоруссии заработала линия электропередачи 330 кВ — «Минск—Вильнюс», которая интегрировала нашу энергосистему в Объединённую энергосистему Северо-Запада, связанную с Единой энергосистемой Европейской части СССР.
Мощность электростанций в 1960—1970 гг. выросла с 756 до 3464 МВт, а производство электроэнергии увеличилось с 2,6 до 14,8 млрд кВт∙ч.; в 1975 году мощность электростанций достигла 5487 МВт, производство электроэнергии возросло почти в два раза по сравнению с 1970 годом; в последующий период развитие электроэнергетики замедлилось: по сравнению с 1975 годом мощность электростанций в 1991 году увеличилась немногим больше чем на 11 %, а производство электроэнергии — на 7 %.
В 1960—1990 гг. общая протяжённость электросетей выросла в 7,3 раза. Длина системообразующих ВЛ 220—750 кВ за 30 лет увеличилась в 16 раз и достигла 5875 км.
На 1 января 2010 года мощность электростанций республики составляла 8 386,2 МВт, в том числе по ГПО «Белэнерго» — 7 983,8 МВт. Этой мощности достаточно для полного обеспечения потребности страны в электрической энергии. Вместе с тем ежегодно импортируется от 2,4 до 4,5 млрд кВт∙ч из России, с Украины, из Литвы и Латвии в целях загрузки наиболее эффективных мощностей и с учётом проведения ремонта электростанций. Такие поставки способствуют устойчивости параллельной работы энергосистемы Белоруссии с другими энергосистемами и надёжного энергоснабжения потребителей.
В 2020 году была запущена Белорусская АЭС.

## Мировое производство электроэнергии
Динамика мирового производства электроэнергии (Год — млрд кВт∙ч):
- 1890 — 9
- 1900 — 15
- 1914 — 37,5
- 1950—950
- 1960—2300
- 1970 — 5000
- 1980 — 8250
- 1990 — 11800
- 2000 — 14500
- 2005 — 18138,3
- 2007 — 19894,8
- 2013 — 23127[6]
- 2014 — 23536,5[7]
- 2015 — 24255[8]
- 2019 — 27044[9]

Крупнейшими в мире странами-производителями электроэнергии являются Китай и США, вырабатывающие соответственно 25 % и 18 % от мирового производства, а также уступающие им в примерно 4 раза каждая — Индия, Россия, Япония.
| Год  | Уголь | Газ  | ГЭС  | АЭС  | Нефть | Прочие | Всего, ТВт*ч |
| ---- | ----- | ---- | ---- | ---- | ----- | ------ | ------------ |
| 1973 | 38,3  | 12,1 | 20,9 | 3,3  | 24,8  | 0,6    | 6 131        |
| 2019 | 36,7  | 23,5 | 16,0 | 10,3 | 2,8   | 10,7   | 27 044       |

## Мировое потребление энергии
По данным Управления по энергетической информации США (EIA — U.S. Energy Information Administration) в 2008 году мировое потребление электроэнергии составило около 17,4 трлн кВт∙ч.
В 2019 году 26,8 % мирового энергопотребления было удовлетворено из возобновляемых источников энергии, вместе с ядерной энергетикой — на 37,1 %.

## Основные технологические процессы в электроэнергетике

### Генерация электрической энергии
Генерация электроэнергии — это процесс преобразования различных видов энергии в электрическую на индустриальных объектах, называемых электрическими станциями. В настоящее время существуют следующие виды генерации:
- Теплоэнергетика. В данном случае в электрическую энергию преобразуется тепловая энергия сгорания органических видов топлива. К тепловой электроэнергетике относятся тепловые электростанции (ТЭС), которые бывают двух основных видов:
  - Конденсационные (КЭС, также используется старая аббревиатура ГРЭС);
  - Теплофикационные (теплоэлектроцентрали, ТЭЦ). Теплофикацией называется комбинированная выработка электрической и тепловой энергии на одной и той же станции;

КЭС и ТЭЦ имеют схожие технологические процессы. В обоих случаях имеется котёл, в котором сжигается топливо и за счёт выделяемого тепла нагревается пар под давлением. Далее нагретый пар подаётся в паровую турбину, где его тепловая энергия преобразуется в энергию вращения. Вал турбины вращает ротор электрогенератора — таким образом энергия вращения преобразуется в электрическую энергию, которая подаётся в сеть. Принципиальным отличием ТЭЦ от КЭС является то, что часть нагретого в котле пара уходит на нужды теплоснабжения. Большинство электростанций в мире (около 2/3 всей вырабатываемой энергии) — это тепловые электрические станции.
- Ядерная энергетика. К ней относятся атомные электростанции (АЭС). На практике ядерную энергетику часто считают подвидом тепловой электроэнергетики, так как, в целом, принцип выработки электроэнергии на АЭС тот же, что и на ТЭС. Только в данном случае тепловая энергия выделяется не при сжигании топлива, а при делении атомных ядер в ядерном реакторе. Дальше схема производства электроэнергии ничем принципиально не отличается от ТЭС: пар нагревается в реакторе, поступает в паровую турбину и т. д. Из-за некоторых конструктивных особенностей АЭС нерентабельно использовать в комбинированной выработке, хотя отдельные эксперименты в этом направлении проводились;
- Гидроэнергетика. К ней относятся гидроэлектростанции (ГЭС). В гидроэнергетике в электрическую энергию преобразуется кинетическая энергия течения воды. Для этого при помощи плотин на реках искусственно создаётся перепад уровней водяной поверхности (т. н. верхний и нижний бьеф). Вода под действием силы тяжести переливается из верхнего бьефа в нижний по специальным протокам, в которых расположены водяные турбины, лопасти которых раскручиваются водяным потоком. Турбина же вращает ротор электрогенератора. Особой разновидностью ГЭС являются гидроаккумулирующие станции (ГАЭС). Их нельзя считать генерирующими мощностями в чистом виде, так как они потребляют практически столько же электроэнергии, сколько вырабатывают, однако такие станции очень эффективно справляются с разгрузкой сети в пиковые часы.

В последнее время исследования показали, что мощность морских течений на много порядков превышает мощность всех рек мира. В связи с этим ведётся создание опытных морских гидроэлектростанций.
- - Ветроэнергетика — использование кинетической энергии ветра для получения электроэнергии;
  - Гелиоэнергетика — получение электрической энергии из энергии солнечных лучей;
Общими недостатками ветро- и гелиоэнергетики являются относительная маломощность генераторов при их дороговизне. Также в обоих случаях обязательно нужны аккумулирующие мощности на ночное (для гелиоэнергетики) и безветренное (для ветроэнергетики) время;
  - Геотермальная энергетика — использование естественного тепла Земли для выработки электрической энергии. По сути геотермальные станции представляют собой обычные ТЭС, на которых источником тепла для нагрева пара является не котёл или ядерный реактор, а подземные источники естественного тепла. Недостатком таких станций является географическая ограниченность их применения: геотермальные станции рентабельно строить только в регионах тектонической активности, то есть, там, где естественные источники тепла наиболее доступны;
  - Водородная энергетика — использование водорода в качестве энергетического топлива имеет большие перспективы: водород имеет очень высокий КПД сгорания, его ресурс практически не ограничен, сжигание водорода абсолютно экологически чисто (продуктом сгорания в атмосфере кислорода является дистиллированная вода). Однако в полной мере удовлетворить потребности человечества водородная энергетика на данный момент не в состоянии из-за дороговизны производства чистого водорода и технических проблем его транспортировки в больших количествах. На самом деле, водород — всего лишь носитель энергии, и никак не снимает проблемы добычи этой энергии.
  - Приливная энергетика использует энергию морских приливов. Распространению этого вида электроэнергетики мешает необходимость совпадения слишком многих факторов при проектировании электростанции: необходимо не просто морское побережье, но такое побережье, на котором приливы были бы достаточно сильны и постоянны. Например, побережье Чёрного моря не годится для строительства приливных электростанций, так как перепады уровня воды на Чёрном море в прилив и отлив минимальны.
  - Волновая энергетика при внимательном рассмотрении может оказаться наиболее перспективной. Волны представляют собой сконцентрированную энергию того же солнечного излучения и ветра. Мощность волнения в разных местах может превышать 100 кВт на погонный метр волнового фронта. Волнение есть практически всегда, даже в штиль («мёртвая зыбь»). На Чёрном море средняя мощность волнения примерно 15 кВт/м. Северные моря России — до 100 кВт/м. Использование волн может обеспечить энергией морские и прибрежные поселения. Волны могут приводить в движение суда. Мощность средней качки судна в несколько раз превышает мощность его силовой установки. Но пока волновые электростанции не вышли за рамки единичных опытных образцов.

### Передача и распределение электрической энергии
Передача электрической энергии от электрических станций до потребителей осуществляется по электрическим сетям. Электросетевое хозяйство — естественно-монопольный сектор электроэнергетики: потребитель может выбирать, у кого покупать электроэнергию (то есть энергосбытовую компанию), энергосбытовая компания может выбирать среди оптовых поставщиков (производителей электроэнергии), однако сеть, по которой поставляется электроэнергия, как правило, одна, и потребитель технически не может выбирать электросетевую компанию.
С технической точки зрения, электрическая сеть представляет собой совокупность линий электропередачи (ЛЭП) и трансформаторов, находящихся на подстанциях.
- Линии электропередачи представляют собой металлический проводник, по которому проходит электрический ток. В настоящее время практически повсеместно используется переменный ток. Электроснабжение в подавляющем большинстве случаев — трёхфазное, поэтому линия электропередачи, как правило, состоит из трёх фаз, каждая из которых может включать в себя несколько проводов. Конструктивно линии электропередачи делятся на воздушные и кабельные.
  - Воздушные линии (ВЛ) подвешены над поверхностью земли на безопасной высоте на специальных сооружениях, называемых опорами. Как правило, провод на воздушной линии не имеет поверхностной изоляции; изоляция имеется в местах крепления к опорам. На воздушных линиях имеются системы грозозащиты. Основным достоинством воздушных линий электропередачи является их относительная дешевизна по сравнению с кабельными. Также гораздо лучше ремонтопригодность (особенно в сравнении с бесколлекторными кабельными линиями): не требуется проводить земляные работы для замены провода, ничем не затруднён визуальный контроль состояния линии. Однако, у воздушных ЛЭП имеется ряд недостатков:
    - широкая полоса отчуждения: в окрестности ЛЭП запрещено ставить какие-либо сооружения и сажать деревья; при прохождении линии через лес, деревья по всей ширине полосы отчуждения вырубаются;
    - незащищённость от внешнего воздействия, например, падения деревьев на линию и воровства проводов; несмотря на устройства грозозащиты, воздушные линии также страдают от ударов молнии. По причине уязвимости, на одной воздушной линии часто оборудуют две цепи: основную и резервную;
    - эстетическая непривлекательность; это одна из причин практически повсеместного перехода на кабельный способ электропередачи в городской черте.

  - Кабельные линии (КЛ) проводятся под землёй. Электрические кабели имеют различную конструкцию, однако можно выявить общие элементы. Сердцевиной кабеля являются три токопроводящие жилы (по числу фаз). Кабели имеют как внешнюю, так и междужильную изоляцию. Обычно в качестве изолятора выступает трансформаторное масло в жидком виде, или промасленная бумага. Токопроводящая сердцевина кабеля, как правило, защищается стальной бронёй. С внешней стороны кабель покрывается битумом. Бывают коллекторные и бесколлекторные кабельные линии. В первом случае кабель прокладывается в подземных бетонных каналах — коллекторах. Через определённые промежутки на линии оборудуются выходы на поверхность в виде люков — для удобства проникновения ремонтных бригад в коллектор. Бесколлекторные кабельные линии прокладываются непосредственно в грунте. Бесколлекторные линии существенно дешевле коллекторных при строительстве, однако их эксплуатация более затратна в связи с недоступностью кабеля. Главным достоинством кабельных линий электропередачи (по сравнению с воздушными) является отсутствие широкой полосы отчуждения. При условии достаточно глубокого заложения, различные сооружения (в том числе жилые) могут строиться непосредственно над коллекторной линией. В случае бесколлекторного заложения строительство возможно в непосредственной близости от линии. Кабельные линии не портят своим видом городской пейзаж, они гораздо лучше воздушных защищены от внешнего воздействия. К недостаткам кабельных линий электропередачи можно отнести высокую стоимость строительства и последующей эксплуатации: даже в случае бесколлекторной укладки сметная стоимость погонного метра кабельной линии в несколько раз выше, чем стоимость воздушной линии того же класса напряжения. Кабельные линии менее доступны для визуального наблюдения их состояния (а в случае бесколлекторной укладки — вообще недоступны), что также является существенным эксплуатационным недостатком.

## Виды деятельности в электроэнергетике

### Оперативно-диспетчерское управление
Система оперативно-диспетчерского управления в электроэнергетике включает в себя комплекс мер по централизованному управлению технологическими режимами работы объектов электроэнергетики и энергопринимающих установок потребителей в пределах Единой энергетической системы России и технологически изолированных территориальных электроэнергетических систем, осуществляемому субъектами оперативно-диспетчерского управления, уполномоченными на осуществление указанных мер в порядке, установленном Федеральным законом «Об электроэнергетике». Оперативное управление в электроэнергетике называют диспетчерским, потому что оно осуществляется специализированными диспетчерскими службами. Диспетчерское управление производится централизованно и непрерывно в течение суток под руководством оперативных руководителей энергосистемы — диспетчеров.